# Cropera sericoptera
Cropera sericoptera är en fjärilsart som beskrevs av Collenette 1932. Cropera sericoptera ingår i släktet Cropera och familjen tofsspinnare. Inga underarter finns listade i Catalogue of Life.